# قائمة عملات اليمن المعدنية
أصدرت وزارة الخزانة أواخر عام 1963 أول مجموعة من المسكوكات المعدنية سميت بالبقشة مع العلم أن الريال يساوي 40 بقشة.

## العملات المتداولة

### الجمهورية اليمنية (1993 - 2005)
| \| \|                          | \| \|                        | \| \|                           | \| \|                         | \| \| |
| ------------------------------ | ---------------------------- | ------------------------------- | ----------------------------- | ----- |
| 1993                           |                              |                                 |                               |       |
| الوجه : البنك المركزي اليمني   | الوجه : البنك المركزي اليمني | العكس : نسر                     | العكس : نسر                   |       |
| الكتلة 2.65 غرام (0.093 أونصة) | المعدن برونز                 | القطر 19.95 مليمتر (0.785 بوصة) | السُمك 1.5 مليمتر (0.059 بوصة) |       |
| المصمم(ون)                     | المصمم(ون)                   | الحواف ملساء                    | الحواف ملساء                  |       |
| الطرازات 1993                  | الطرازات 1993                | الشكل دائري                     | الشكل دائري                   |       |
|                                |                              |                                 |                               |       |

| \| \|                          | \| \|                        | \| \|                       | \| \|                          | \| \| |
| ------------------------------ | ---------------------------- | --------------------------- | ------------------------------ | ----- |
| 1974                           |                              |                             |                                |       |
| الوجه : البنك المركزي اليمني   | الوجه : البنك المركزي اليمني | العكس : نسر                 | العكس : نسر                    |       |
| الكتلة 2.75 غرام (0.097 أونصة) | المعدن فضة (0.500)           | القطر 21 مليمتر (0.83 بوصة) | السُمك 1.16 مليمتر (0.046 بوصة) |       |
| المصمم(ون)                     | المصمم(ون)                   | الحواف مسكوكة               | الحواف مسكوكة                  |       |
| الطرازات 1974                  | الطرازات 1974                | الشكل دائري                 | الشكل دائري                    |       |
|                                |                              |                             |                                |       |

| \| \|                          | \| \|                        | \| \|                       | \| \|                         | \| \| |
| ------------------------------ | ---------------------------- | --------------------------- | ----------------------------- | ----- |
| 1974                           |                              |                             |                               |       |
| الوجه : البنك المركزي اليمني   | الوجه : البنك المركزي اليمني | العكس : نسر                 | العكس : نسر                   |       |
| الكتلة 4.25 غرام (0.150 أونصة) | المعدن فضة 0.500             | القطر 23 مليمتر (0.91 بوصة) | السُمك 1.5 مليمتر (0.059 بوصة) |       |
| المصمم(ون)                     | المصمم(ون)                   | الحواف مسكوكة               | الحواف مسكوكة                 |       |
| الطرازات 1974                  | الطرازات 1974                | الشكل دائري                 | الشكل دائري                   |       |
|                                |                              |                             |                               |       |

| \| \|                          | \| \|                        | \| \|                       | \| \|                         | \| \| |
| ------------------------------ | ---------------------------- | --------------------------- | ----------------------------- | ----- |
| 2004                           |                              |                             |                               |       |
| الوجه : البنك المركزي اليمني   | الوجه : البنك المركزي اليمني | العكس : سقطرى شجرة الاخوين  | العكس : سقطرى شجرة الاخوين    |       |
| الكتلة 4.25 غرام (0.150 أونصة) | المعدن فضة 0.500             | القطر 23 مليمتر (0.91 بوصة) | السُمك 1.5 مليمتر (0.059 بوصة) |       |
| المصمم(ون)                     | المصمم(ون)                   | الحواف مسكوكة               | الحواف مسكوكة                 |       |
| الطرازات 2004                  | الطرازات 2004                | الشكل دائري                 | الشكل دائري                   |       |
|                                |                              |                             |                               |       |

### الجمهورية اليمنية (1969-1993)
| \| \|                          | \| \|                        | \| \|                       | \| \|                         | \| \| |
| ------------------------------ | ---------------------------- | --------------------------- | ----------------------------- | ----- |
| 1974                           |                              |                             |                               |       |
| الوجه : البنك المركزي اليمني   | الوجه : البنك المركزي اليمني | العكس : نسر                 | العكس : نسر                   |       |
| الكتلة 4.25 غرام (0.150 أونصة) | المعدن نحاس أصفر             | القطر 23 مليمتر (0.91 بوصة) | السُمك 1.5 مليمتر (0.059 بوصة) |       |
| المصمم(ون)                     | المصمم(ون)                   | الحواف أملس                 | الحواف أملس                   |       |
| الطرازات 1974                  | الطرازات 1974                | الشكل دائري                 | الشكل دائري                   |       |
|                                |                              |                             |                               |       |

| \| \|                          | \| \|                        | \| \|                       | \| \|                         | \| \| |
| ------------------------------ | ---------------------------- | --------------------------- | ----------------------------- | ----- |
| 1979                           |                              |                             |                               |       |
| الوجه : البنك المركزي اليمني   | الوجه : البنك المركزي اليمني | العكس : نسر                 | العكس : نسر                   |       |
| الكتلة 4.25 غرام (0.150 أونصة) | المعدن فضة 0.500             | القطر 23 مليمتر (0.91 بوصة) | السُمك 1.5 مليمتر (0.059 بوصة) |       |
| المصمم(ون)                     | المصمم(ون)                   | الحواف مسكوكة               | الحواف مسكوكة                 |       |
| الطرازات 1979                  | الطرازات 1979                | الشكل دائري                 | الشكل دائري                   |       |
|                                |                              |                             |                               |       |

| \| \|                          | \| \|                        | \| \|                       | \| \|                         | \| \| |
| ------------------------------ | ---------------------------- | --------------------------- | ----------------------------- | ----- |
| 1985                           |                              |                             |                               |       |
| الوجه : البنك المركزي اليمني   | الوجه : البنك المركزي اليمني | العكس : نسر                 | العكس : نسر                   |       |
| الكتلة 4.25 غرام (0.150 أونصة) | المعدن فضة 0.500             | القطر 23 مليمتر (0.91 بوصة) | السُمك 1.5 مليمتر (0.059 بوصة) |       |
| المصمم(ون)                     | المصمم(ون)                   | الحواف مسكوكة               | الحواف مسكوكة                 |       |
| الطرازات 1985                  | الطرازات 1985                | الشكل دائري                 | الشكل دائري                   |       |
|                                |                              |                             |                               |       |

## عملات معدنية لليمن الجنوبي
| \| \|                                    | \| \|                                    | \| \|                       | \| \|                         | \| \| |
| ---------------------------------------- | ---------------------------------------- | --------------------------- | ----------------------------- | ----- |
| 1973                                     |                                          |                             |                               |       |
| الوجه : جمهورية اليمن الدمقراطية الشعبية | الوجه : جمهورية اليمن الدمقراطية الشعبية | العكس : زهور                | العكس : زهور                  |       |
| الكتلة 5 غرام (0.18 أونصة)               | المعدن برونز                             | القطر 24 مليمتر (0.94 بوصة) | السُمك 1.1 مليمتر (0.043 بوصة) |       |
| المصمم(ون)                               | المصمم(ون)                               | الحواف ملساء                | الحواف ملساء                  |       |
| الطرازات 1973                            | الطرازات 1973                            | الشكل دائري                 | الشكل دائري                   |       |
|                                          |                                          |                             |                               |       |

| \| \|                                    | \| \|                                    | \| \|                       | \| \|                         | \| \| |
| ---------------------------------------- | ---------------------------------------- | --------------------------- | ----------------------------- | ----- |
| 1971                                     |                                          |                             |                               |       |
| الوجه : جمهورية اليمن الدمقراطية الشعبية | الوجه : جمهورية اليمن الدمقراطية الشعبية | العكس : سلاح                | العكس : سلاح                  |       |
| الكتلة 4 غرام (0.14 أونصة)               | المعدن نيكل                              | القطر 21 مليمتر (0.83 بوصة) | السُمك 1.5 مليمتر (0.059 بوصة) |       |
| المصمم(ون)                               | المصمم(ون)                               | الحواف ملساء                | الحواف ملساء                  |       |
| الطرازات 1971                            | الطرازات 1971                            | الشكل دائري                 | الشكل دائري                   |       |
|                                          |                                          |                             |                               |       |

| \| \|                                    | \| \|                                    | \| \|                         | \| \|                          | \| \| |
| ---------------------------------------- | ---------------------------------------- | ----------------------------- | ------------------------------ | ----- |
| 1973                                     |                                          |                               |                                |       |
| الوجه : جمهورية اليمن الدمقراطية الشعبية | الوجه : جمهورية اليمن الدمقراطية الشعبية | العكس : حيوان العقرب          | العكس : حيوان العقرب           |       |
| الكتلة 9 غرام (0.32 أونصة)               | المعدن فضة (0.5)                         | القطر 26.5 مليمتر (1.04 بوصة) | السُمك 1.88 مليمتر (0.074 بوصة) |       |
| المصمم(ون)                               | المصمم(ون)                               | الحواف ملساء                  | الحواف ملساء                   |       |
| الطرازات 1973                            | الطرازات 1973                            | الشكل دائري                   | الشكل دائري                    |       |
|                                          |                                          |                               |                                |       |

| \| \|                      | \| \|              | \| \|                       | \| \|                         | \| \| |
| -------------------------- | ------------------ | --------------------------- | ----------------------------- | ----- |
| 1981                       |                    |                             |                               |       |
| الوجه : مصرف اليمن         | الوجه : مصرف اليمن | العكس : قلعة صيرة           | العكس : قلعة صيرة             |       |
| الكتلة 5 غرام (0.18 أونصة) | المعدن برونز       | القطر 24 مليمتر (0.94 بوصة) | السُمك 1.1 مليمتر (0.043 بوصة) |       |
| المصمم(ون)                 | المصمم(ون)         | الحواف ملساء                | الحواف ملساء                  |       |
| الطرازات 1981              | الطرازات 1981      | الشكل دائري                 | الشكل دائري                   |       |
|                            |                    |                             |                               |       |

| \| \|                                    | \| \|                                    | \| \|                       | \| \|                         | \| \| |
| ---------------------------------------- | ---------------------------------------- | --------------------------- | ----------------------------- | ----- |
| 1976                                     |                                          |                             |                               |       |
| الوجه : جمهورية اليمن الدمقراطية الشعبية | الوجه : جمهورية اليمن الدمقراطية الشعبية | العكس : مركب شراعي          | العكس : مركب شراعي            |       |
| الكتلة 4 غرام (0.14 أونصة)               | المعدن نيكل                              | القطر 21 مليمتر (0.83 بوصة) | السُمك 1.5 مليمتر (0.059 بوصة) |       |
| المصمم(ون)                               | المصمم(ون)                               | الحواف ملساء                | الحواف ملساء                  |       |
| الطرازات 1976                            | الطرازات 1976                            | الشكل دائري                 | الشكل دائري                   |       |
|                                          |                                          |                             |                               |       |

| \| \|                                    | \| \|                                    | \| \|                         | \| \|                          | \| \| |
| ---------------------------------------- | ---------------------------------------- | ----------------------------- | ------------------------------ | ----- |
| 1976                                     |                                          |                               |                                |       |
| الوجه : جمهورية اليمن الدمقراطية الشعبية | الوجه : جمهورية اليمن الدمقراطية الشعبية | العكس : مركب شراعي            | العكس : مركب شراعي             |       |
| الكتلة 9 غرام (0.32 أونصة)               | المعدن فضة (0.5)                         | القطر 26.5 مليمتر (1.04 بوصة) | السُمك 1.88 مليمتر (0.074 بوصة) |       |
| المصمم(ون)                               | المصمم(ون)                               | الحواف ملساء                  | الحواف ملساء                   |       |
| الطرازات 1976                            | الطرازات 1976                            | الشكل دائري                   | الشكل دائري                    |       |
|                                          |                                          |                               |                                |       |

| \| \|                      | \| \|              | \| \|                       | \| \|                         | \| \| |
| -------------------------- | ------------------ | --------------------------- | ----------------------------- | ----- |
| 1981                       |                    |                             |                               |       |
| الوجه : مصرف اليمن         | الوجه : مصرف اليمن | العكس : قلعة صيره           | العكس : قلعة صيره             |       |
| الكتلة 5 غرام (0.18 أونصة) | المعدن برونز       | القطر 24 مليمتر (0.94 بوصة) | السُمك 1.1 مليمتر (0.043 بوصة) |       |
| المصمم(ون)                 | المصمم(ون)         | الحواف ملساء                | الحواف ملساء                  |       |
| الطرازات 1981              | الطرازات 1981      | الشكل سداسي                 | الشكل سداسي                   |       |
|                            |                    |                             |                               |       |

| \| \|                      | \| \|              | \| \|                       | \| \|                         | \| \| |
| -------------------------- | ------------------ | --------------------------- | ----------------------------- | ----- |
| 1981                       |                    |                             |                               |       |
| الوجه : مصرف اليمن         | الوجه : مصرف اليمن | العكس : قلعة صيره           | العكس : قلعة صيره             |       |
| الكتلة 4 غرام (0.14 أونصة) | المعدن نيكل        | القطر 21 مليمتر (0.83 بوصة) | السُمك 1.5 مليمتر (0.059 بوصة) |       |
| المصمم(ون)                 | المصمم(ون)         | الحواف ملساء                | الحواف ملساء                  |       |
| الطرازات 1981              | الطرازات 1981      | الشكل دائري                 | الشكل دائري                   |       |
|                            |                    |                             |                               |       |